# (59388) Monod
(59388) Monod (1999 FU19) – planetoida z pasa głównego asteroid okrążająca Słońce w ciągu 3,71 lat w średniej odległości 2,4 j.a. Odkryta 24 marca 1999 roku.